# Охотник за нацистами: история Беаты Кларсфелд
«Охотник за нацистами: история Беаты Кларсфелд» (англ.: Nazi Hunter: The Beate Klarsfeld Story) — американо-французский телефильм 1986 года режиссёра Майкла Линдси-Хогга с актрисой Фэррой Фосетт в главной роли «охотницы за нацистами» Беаты Кларсфельд.

## Сюжет
Молодая австрийская домохозяйка Беата Кларсфельд с помощью своего мужа-еврея, студента юридического факультета Сержа Кларсфельда, после Второй мировой войны начинает свою кампанию по привлечению нацистских военных преступников к ответственности, становясь самоотверженным и бесстрашным «охотником за нацистами», и самой большой её задачей становится разоблачение Клауса Барби, «лионского мясника»…

## В ролях
- Фэрра Фосетт — Беата Кларсфельд
- Том Конти — Серж Кларсфельд
- Джеральдин Пэйдж — Итта Халаунбреннер
- Элен Валье — Раиса Кларсфельд
- Феодор Аткин — Люк Плейель
- Катрин Аллегре — Симона Лагранж
- Ласло Сабо — Арно Кларсфельд
- Венсан Готье — Клаус Барби в 1943 году
- Клод Вернье — Клаус Барби/ Альтманн
- Жиль Сегаль — Херберт Джон
- Эрик Прат — Марко
- Жак Винси — Давид
- Пьер-Оливье Скотто — Эли
- Флави Дюкор — Симона
- Паскаль де Буассон — госпожа Кюнцель
- Жак Эрлен — Гейссманн
- Стефан Мельдегг — Людольф
- Факундо Бо — Гремингер
- Мишель Моту — доктор Шулер
- Жак Альрик — судья
- Альбер Симоно — редактор
- Жан-Пьер Мулен — лидер Французского движения сопротивления
- Филипп Лауденбах — французский чиновник

## Критика
Ещё до съёмок фильма французская пресса не стеснялась в едких комментариях по поводу выбора звезды телесериала «Ангелы Чарли» актрисы Фэрра Фосетт на роль главной героини, считая, что она слишком сексуальна и легкомысленна, чтобы изображать Беату Кларсфельд, так еженедельник «Le Nouvel Observateur» назвал это «одной из самых нелепых идей кастинга за последние полвека», однако, сама Беата Кларсфельд с этим была не согласна, всецело поддержав выбор актрисы на роль себя.
Премьерный показ телефильма состоялась 23 ноября 1986 года на канале «ABC» (который ранее транслировал телесериал «Ангелы Чарли»).

## Фестивали и награды
Телефильм номинировался на американскую телепремию «Золотой глобус» 1987 года в трёх категориях:
- Лучшая женскую роль — мини-сериал или телефильм — Фэрра Фосетт
- Лучшая женская роль второго плана — мини-сериал, телесериал или телефильм — Джеральдин Пейдж
- Лучшая мужская роль второго плана — телесериал, мини-сериал или телефильм — Том Конти

## Рецензии
- Walter Goodman — TV VIEW; 'Nazi Hunter'- Snared In the TV-Film Syndrome // New York Times, November 23, 1986
- Stanley Meisler — FAWCETT’S NAZI-HUNTER ROLE RAISES THE DEVIL // Los Angeles Times, June 25, 1986
- John Leonard — Nazi Hunter: The Beate Klarsfeld Story // New York Magazine, November 24, 1986